# واجبتن
واجبتن أو واچبتن ، هي ملكة مصرية قديمة غير حاكمة أو زوجة ملك ، و هي زوجة الملك بيبي الثاني من الأسرة السادسة.

## ألقابها
شملت ألقاب الملكة واجبتن :
- الأميرة الوراثية.
- من ترى حورس و ست
- عظيمة صولجان حتس (المفضلة عند الملك).
- زوجة الملك.
- زوجة ملك الهرم من عنخ نفر كارع و حبيبته.
- كاهنة خت / خادمة / مرافقة حور.
- قرينة محبوب السيدتين.[2]

ولا يوجد من عناوينها ما يقول إنها كانت ابنة ملك ، لذلك قد لا تكون شقيقة الملك بيبي الثاني كزوجتيه الأخرتين نيت و إيبوت الثانية.

## مدفنها
دفنت الملكة واجبتن في هرم في سقارة. و تضمنت مجمعها الهرمي معبداً جنائزياً صغيراً و هرماً للقرابين ، و كان مجمع الملكة محاطاً بجدارين حاميين . و يذكر نقش تم العثور عليه في المواقع أن الجزء العلوي من هرمها كان مغطى بالذهب أو الأليكتروم. و كانت جدران غرفة الدفن مصطفة بمجموعة من نصوص الأهرامات.